# لندسبرون
لوندسبرون  (بالسويدية: Lundsbrunn) قرية سويدية تابعة لبلدية يوتنة في مقاطعة فسترا غوتلاند.